# Open Cities
Open Cities es un proyecto tecnológico para el fomento de la sociedad de la información y la modernización administrativa que surge a partir de una iniciativa de PROFIT (Programa de Fomento de la Investigación Técnica) del año 2005 financiada por el Ministerio de Industria, Turismo y Comercio de España. Open Cities se centra en la definición de una plataforma tecnológica que proporciona un entorno base para la implantación de servicios avanzados de Administración Electrónica y tiene como objetivo dotar a las entidades locales de herramientas basadas en Software Libre para la prestación de servicios públicos.
La plataforma Open Cities ha evolucionado desde su liberación a principios de 2007 de una solución open source incipiente para administración electrónica, hasta convertirse en una colección de aplicaciones reales y soluciones estables instaladas en administración local y administración autonómica.
Los resultados de este proyecto han sido liberados bajo licencia GPL y están disponibles para que cualquier administración pública u otra organización pueda utilizarlos.

## Plataforma y marco legal
Open Cities es una plataforma de interoperabilidad administrativa para el soporte de la gestión del Procedimiento administrativo y los expedientes dentro de una administración pública, interrelacionando al ciudadano con el empleado público y con todos los sistemas y aplicativos que conforman el back-office de la entidad.
Open Cities persigue el cumplimiento de los marcos estratégicos i2010 (Sociedad Europea de la Información para 2010) y e-Europe 2005 (Empleo de las TIC por las AAPP -”E-government”).
Open Cities cumple las normas Ley 30/92, de 26 de noviembre, de Régimen Jurídico de las Administraciones Públicas y del Procedimiento Administrativo Común, la Ley 11/2007, de 22 de junio, de acceso electrónico de los ciudadanos a los Servicios Públicos así como la Ley Orgánica de Protección de Datos de Carácter Personal, LOPD.
Está orientada a la gestión de expedientes y trámites administrativos que impliquen funcionalidades relacionadas con la gestión documental y firma electrónica avanzada. Permite la gestión de cualquier procedimientos en el que participen diferentes unidades administrativas, se compartan datos y sea necesario el acceso centralizado a información. Fomenta los servicios telemáticos, el uso del DNI electrónico y la reducción en el uso del papel en la gestión interna sustituyéndose por medio electrónicos y e-Administración.

## Tecnología
Open Cities es una solución BPM-SOA para la gestión de los procedimientos administrativos y de los documentos asociados a su ejecución, dentro de un entorno de firma electrónica avanzada y de definición de servicios de e-administración. Constituye un middleware de mediación construido utilizando sistemas estándar y arquitecturas abiertas.
Es un sistemas cliente-servidor con una arquitectura de tres capas en la parte de servidor que hace uso intensivo de patrones de diseño MVC.
La lista de requisitos técnicos está asociada a la instalación del servidor ya que los puestos cliente pueden funcionar sobre diferentes plataformas y sistemas operativos (Windows, Linux, Mac) y sólo precisan de un navegador web estándar para poder acceder a los servicios centrales.
Integra un conjunto de servicios y productos pero pueden ser intercambiados por aquellos ya existentes en la organización donde se implante. La lista de componentes integrados por defecto en Open Cities es:
- Sistema operativo: GNU/Linux
- Bases de Datos relacional SQL: Oracle, DB2, MySQL, PostgreSQL.
- Servidores de aplicaciones JBoss / JOnAS
- Librerías OpenXades, para firma electrónica
- Entidad de certificación EJBCA[7]
- Gestión de documentos Fedora Commons Repository Software
- Gestor de workflow Bonita[8]
- Directorio organizativo OpenLDAP

Funcionalmente permite:
- Interoperabilidad de sistemas y organizaciones (SOA).
- Reutilización de aplicaciones y back-office existentes.
- Multientidad para organismos supramunicipales (diputaciones, mancomunidades, comarcas, cabildos, etc.)
- Interconexión a servicios de la Administración General del Estado (AGE), disponibles a través de la intranet administrativa S.A.R.A. (Sistema de Aplicaciones y Redes para las Administraciones) y con soporte específico al DNI electrónico y entornos multiPKI (GVA, FNMT, Camerfirma, IZENPE, etc.).

## Comunidad de Desarrollo
La comunidad de software libre que sustenta al proyecto Open Cities está integrada por miembros incluidos en los tres ejes presentes en la innovación tecnológica: universidades y centros de investigación, administraciones públicas españolas y empresas privadas.